# Protestas en Croacia de 2019
Las protestas en Croacia de 2019 fueron una afluencia de movimientos y manifestaciones pacíficas en Zagreb, como parte de un levantamiento popular contra el aumento de la violencia contra las mujeres y participaron en manifestaciones como parte del movimiento Spasime.

## Antecedentes
En Croacia, los manifestantes estaban en las calles después de una ola de violencia contra las mujeres e injusticia contra las niñas. Las niñas y mujeres han sufrido una historia de violencia en Croacia, por lo que llamaron a marchas y mítines que se celebrarán en público en protesta.

## Eventos
El 16 de marzo se celebraron concentraciones masivas en Zagreb en protesta por la violencia contra la mujer. Miles de personas se manifestaron en las plazas de las ciudades y en las calles durante un día. Los mítines por la justicia y las diferentes protestas callejeras crecieron a fines de octubre, cuando se llevaban a cabo mítines por la justicia para las niñas en Zagreb en protesta contra la violencia.